# ピアノ協奏曲第2番 (チゾーム)
ピアノ協奏曲第2番『ヒンドスタニ』は、エリック・チゾームによる作曲によるピアノ協奏曲。演奏時間は約35分

## 概要
1949年に完成、アドルフ・ハリス（Adolph Hallis）に献呈された。初演は同年11月22日にケープタウン大学の国際現代音楽協会の演奏会において、ハリスの独奏、作曲者の指揮で行われた。翌日には南アフリカ放送協会が放送している。また1950年にはハリス独奏、チゾーム指揮、BBCスコティッシュ交響楽団の演奏で再演されている。。
各楽章はそれぞれインドのラーガに基づいている。ラーガは旋律的な音楽ではなく、季節、昼夜、感情、色彩などと関連しており、それらに基づいて選ばれる特定の上昇、下降の規則の中で即興演奏を行う形式を取る。インドの歌手であるプラクリチ・ドゥッタ（Prakriti Dutta）はチゾームが用いたラーガに関して、構造と重要性を正しく理解し、熱心に勉強した跡がうかがえると評している。

## 楽曲構成
第1楽章 ポコ・マエストーソ・エ・コン・フォーコ
ラーガによるピアノ独奏で開始されるが	、すぐに半音階的な色彩を帯びていく。
第2楽章 主題と変奏 アンダンテ
ラーガ「Shri」に基づく主題と7つの変奏。
第3楽章 ロンド・ブルレスカ アレグレット
ラーガ「Vasantee」に基づく。このラーガは春の到来を告げるもので、色彩と祝祭を現す。気まぐれに推移する音楽は、祭りの狂乱となって幕を閉じる。